# Jean-René Farthouat
Jean-René Farthouat, né le 26 juin 1934 à Neuilly-sur-Seine et mort le 11 janvier 2020 à Paris, est un avocat français, bâtonnier de l'ordre des avocats de Paris entre 1994 et 1995.

## Décorations
- Commandeur de la Légion d'honneur (2003)[1]